# Gentoo Linux
Gentoo Linux là một bản phân phối Linux được đặt tên theo loài chim cánh cụt Gentoo. Nó hỗ trợ nhiều kiến trúc máy tính , dễ bảo dưỡng, linh hoạt và có khả năng tối ưu cho một cấu hình máy tính cụ thể .Sáng lập bởi Daniel Robbins
Gentoo Linux là một hệ điều hành được xây dựng ở lớp trên của Linux Kernel và dựa trên Hệ thống Quản lý Gói Khả Chuyển(Portable Package Management System). Trong đó, không giống như những bản phân phối thông thường, người dùng sẽ phải tự biên dịch mã nguồn theo cách của họ, với cấu hình của riêng họ. Nói chung thì trong Gentoo không có một phần mềm, ứng dụng nào được biên dịch sẵn ra file Binary nhưng để cho tiện đối với một số người mới tiếp cận thì các ứng dụng phổ biến với mã nguồn đồ sộ như Firefox hay LibreOffice sẽ được biên dịch sẵn. Hệ thống quản lý gói của Gentoo được xây dựng như một module một plug-in rất mềm dẻo dễ bảo trì và độ tương thích phần cứng là gần như không giới hạn. Người dùng Gentoo Linux thuộc nhóm Power user do đó Gentoo không thích hợp cho người dùng mới.

## Các phiên bản đã có
| Phiên bản                                           | Ngày phát hành             |
| --------------------------------------------------- | -------------------------- |
| 1.0                                                 | ngày 31 tháng 3 năm 2002   |
| 1.2                                                 | tháng 6 năm 2002           |
| 1.4 (GRP introduced)                                | ngày 5 tháng 8, năm 2003   |
| 1.4 maintenance release 1                           | ngày 11 tháng 9, năm 2003  |
| 2004.0 (versioning changed to four releases a year) | ngày 1 tháng 3, năm 2004   |
| 2004.1                                              | ngày 28 tháng 4, năm 2004  |
| 2004.2                                              | ngày 26 tháng 7, năm 2004  |
| 2004.3                                              | ngày 15 tháng 11, năm 2004 |
| 2005.0 (versioning changed to semi-annual releases) | ngày 27 tháng 3, năm 2005  |
| 2005.1                                              | ngày 8 tháng 8, năm 2005   |
| 2005.1 maintenance release 1                        | ngày 21 tháng 11, năm 2005 |
| 2006.0                                              | ngày 27 tháng 2, năm 2006  |
| 10.0                                                | ngày 4 tháng 10, năm 2009  |